# Lika hopplöst förälskad
"Lika hopplöst förälskad" är en sång av Tomas Ledin från 1996. Den finns med på hans femtonde studioalbum T (1996), men utgavs också som singel samma år.
Låten spelades in i Polar Studios med Lasse Anderson och Tomas Ledin som producenter. Singeln gavs ut som CD och b-sidan var en akustisk version av titelspåret. Singeln nådde en tolfteplats på den svenska singellistan. Den tog sig inte in på Svensktoppen.
"Lika hopplöst förälskad" finns även med på samlingsalbumen Sånger att älska till (1997) och Festen har börjat (2001) samt liveskivan Ledin Live 2006 (2006). Den har inte spelats in av någon annan artist.

## Låtlista
1. "Lika hopplös förälskad" – 3:51
2. "Lika hopplös förälskad" – 3:38 (akustisk)

## Listplaceringar
| Lista (1996–1997) | Topplacering |
| ----------------- | ------------ |
| Sverige           | 12           |

### Fotnoter
1. 1 2 3  ”Tomas Ledin”. Svensk mediedatabas. http://smdb.kb.se/catalog/search?q=Tomas+Ledin&x=0&y=0. Läst 17 januari 2013.
2. 1 2  Placering på den svenska singellistan
3. ↑  ”Svensktoppen 1996”. Sveriges Radio. http://sverigesradio.se/diverse/appdata/isidor/files/2023/3492.txt. Läst 17 januari 2013.